# 加利恩
加利恩（Galion或Gallion）是加勒比海岛国多米尼克圣马克区的一个村庄，位于该岛西南海岸、苏弗里耶尔和斯科茨角之间，海拔高度0米，2001年人口134人。